# Nicola Peralta
Nicola (o Nicolò) Peralta d'Aragona (XIV secolo – Sciacca, 1399) è stato un nobile e militare italiano.
Fu marchese di Mazara, conte di Adragna, Alcamo, Burgio, Calatafimi, Calatamauro, Caltabellotta, Caltanissetta, Chiusa, Sambuca e Sclafani, e signore di Aliminusa e Bivona.

## Biografia
Nacque da Guglielmo "Guglielmone" ed Eleonora d'Aragona. Nel 1391 ottenne dal padre l'investitura a conte di Caltabellotta. L'anno successivo (1392) ottenne anche il marchesato di Mazara e la contea di Caltanissetta. Fedele al Re Federico IV di Sicilia, in un primo tempo favorì l'insediamento al trono dell'isola della figlia Maria, andata in sposa a Martino d'Aragona, ma quando la Regina abolì alcuni privilegi baronali, si alleò col cognato Andrea Chiaramonte contro i sovrani. Sconfitto nella battaglia della Mofarda, nel 1394 i monarchi gli confiscarono tutti i feudi. Riappacificatosi nel 1397 con il Re Martino, costui gli concesse le cariche di castellano regio e maestro giustiziere. Morì a Sciacca nel 1399.

## Ascendenza
|                                          |                    |                                     | Genitori                  |  |  | Nonni |  |  | Bisnonni         |  |  | Trisnonni          |  |
|                                          |                    |                                     |                           |  |  |       |  |  | Raimondo Peralta |  |  | Filippo di Saluzzo |  |
|                                          |                    |                                     |                           |  |  |       |  |  | Raimondo Peralta |  |  | Filippo di Saluzzo |  |
|                                          |                    | Aldonza Fernandez de Castro Peralta |                           |  |  |       |  |  | Raimondo Peralta |  |  |                    |  |
| Guglielmo Raimondo "Guglielmone" Peralta |                    |                                     |                           |  |  |       |  |  | Raimondo Peralta |  |  |                    |  |
|                                          |                    | Sibilla di Cardona                  | Raimondo Folch di Cardona |  |  |       |  |  |                  |  |  |                    |  |
|                                          |                    | Sibilla di Cardona                  | Raimondo Folch di Cardona |  |  |       |  |  |                  |  |  |                    |  |
|                                          |                    | Sibilla di Cardona                  | Sibilla de Ampuries       |  |  |       |  |  |                  |  |  |                    |  |
| Guglielmo "Guglielmone" Peralta          |                    | Sibilla di Cardona                  |                           |  |  |       |  |  |                  |  |  |                    |  |
|                                          |                    | Matteo di Sclafani                  | ?                         |  |  |       |  |  |                  |  |  |                    |  |
|                                          |                    | Matteo di Sclafani                  | ?                         |  |  |       |  |  |                  |  |  |                    |  |
|                                          |                    | Matteo di Sclafani                  | ?                         |  |  |       |  |  |                  |  |  |                    |  |
| Luisa di Sclafani                        |                    | Matteo di Sclafani                  |                           |  |  |       |  |  |                  |  |  |                    |  |
|                                          |                    | ?                                   | ?                         |  |  |       |  |  |                  |  |  |                    |  |
|                                          |                    | ?                                   | ?                         |  |  |       |  |  |                  |  |  |                    |  |
|                                          |                    | ?                                   | ?                         |  |  |       |  |  |                  |  |  |                    |  |
| Nicola/Nicolò Peralta d'Aragona          |                    | ?                                   |                           |  |  |       |  |  |                  |  |  |                    |  |
|                                          | Federico d'Aragona | Pietro III d'Aragona                |                           |  |  |       |  |  |                  |  |  |                    |  |
|                                          | Federico d'Aragona | Pietro III d'Aragona                |                           |  |  |       |  |  |                  |  |  |                    |  |
|                                          | Federico d'Aragona | Costanza di Svevia                  |                           |  |  |       |  |  |                  |  |  |                    |  |
| Giovanni d'Aragona                       | Federico d'Aragona |                                     |                           |  |  |       |  |  |                  |  |  |                    |  |
|                                          |                    | Eleonora d'Angiò                    | Carlo II d'Angiò          |  |  |       |  |  |                  |  |  |                    |  |
|                                          |                    | Eleonora d'Angiò                    | Carlo II d'Angiò          |  |  |       |  |  |                  |  |  |                    |  |
|                                          |                    | Eleonora d'Angiò                    | Maria d'Ungheria          |  |  |       |  |  |                  |  |  |                    |  |
| Eleonora d'Aragona                       |                    | Eleonora d'Angiò                    |                           |  |  |       |  |  |                  |  |  |                    |  |
|                                          |                    | Pietro Lancia                       | ?                         |  |  |       |  |  |                  |  |  |                    |  |
|                                          |                    | Pietro Lancia                       | ?                         |  |  |       |  |  |                  |  |  |                    |  |
|                                          |                    | Pietro Lancia                       | ?                         |  |  |       |  |  |                  |  |  |                    |  |
| Cesarina Lancia                          |                    | Pietro Lancia                       |                           |  |  |       |  |  |                  |  |  |                    |  |
|                                          |                    | ?                                   | ?                         |  |  |       |  |  |                  |  |  |                    |  |
|                                          |                    | ?                                   | ?                         |  |  |       |  |  |                  |  |  |                    |  |
|                                          |                    | ?                                   | ?                         |  |  |       |  |  |                  |  |  |                    |  |
|                                          |                    | ?                                   |                           |  |  |       |  |  |                  |  |  |                    |  |

## Discendenza
Nicola Peralta d'Aragona si sposò nel 1388 con Elisabetta Chiaramonte, dalla quale ebbe tre figlie:
1. Giovanna, figlia primogenita, non maritatasi, deceduta poco dopo il 1399, anno di morte del padre;
2. Margherita, la quale sposò Artale de Luna il 17 giugno 1400, portandogli in dote la contea di Caltabellotta. Tale matrimonio fu la causa del primo e del secondo caso di Sciacca. Prima sposare Margherita, Artale era stato proposto in sposo alla sorella maggiore Giovanna;
3. Costanza, andata in sposa ad Antonio Incardona.

Ebbe inoltre un figlio naturale, Raimondello, cui lasciò in eredità la baronia di San Giacomo.